# Cuneese al rum
Il cuneese al rum è un tipo di cioccolatino formato da due cialde di meringa che racchiudono una crema pasticcera al cioccolato fondente e rum, il tutto rivestito da uno strato di cioccolato fondente, che si produce a Cuneo. 
Solitamente è avvolto in carta rossa con scritte dorate.

## Storia

Brevetto dei Cuneesi al rum

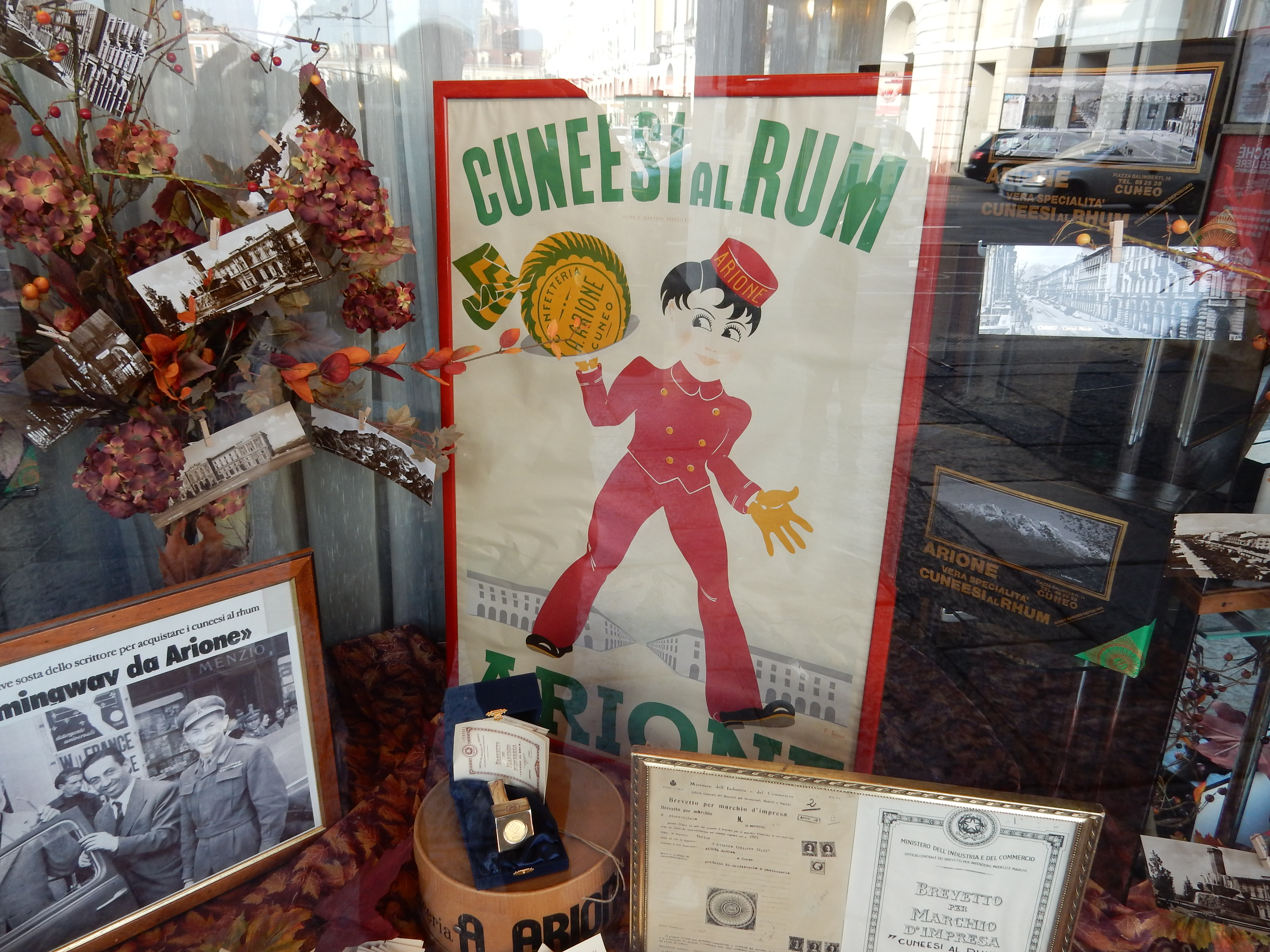
Pubblicità Cuneesi al Rum a Cuneo

La tradizione attribuisce l'invenzione del dolce al dronerese Pietro Galletti all'inizio del XX secolo.
Si hanno diverse versioni della storia. Secondo alcuni il pasticciere di Dronero, stufo di buttare le meringhette rotte che non si staccavano perfettamente dalle teglie, pensò di unirle tra di loro con una crema che mascherasse le rotture. I clienti del laboratorio furono così estasiati da tale “invenzione” che il pasticciere decise di accoppiare anche le meringhe intatte, utilizzando varie creme e immergendole successivamente nel cioccolato fondente. Ogni domenica, dopo la S. Messa, non vi era nessuno che non si dirigesse da Giuseppe per un assaggio dei suoi famosi Droneresi al Rhum e per acquistarne alcuni per il pranzo.
Altri narrano che il pasticciere volesse inventare un dolce di cioccolata al sapore di liquore. Con la crema avanzata preparò altri dolci, ma la crema non sembrò finire mai, così Galletti realizzò delle meringhette al cioccolato in cui mediante un foro inserì la crema aromatizzata al rum.
Il mattino seguente notò che le meringhe si erano imbevute completamente del rum, allora deluso fu tentato di buttare via tutto. Tuttavia non si scoraggiò: ideò così la struttura del cuneese come lo conosciamo oggi, inventando un pasticcino racchiuso in una copertura di cioccolato. 
La fama del cioccolatino al rum arrivò anche nella vicina Cuneo. La città lo volle come proprio dolce, così il cioccolatino fu chiamato "cuneese" al rum. 
La ricetta venne ripresa da Andrea Arione, primo proprietario dell'omonimo negozio-bar in via Roma a Cuneo, il quale decise di proteggerla registrandola con il Brevetto per Marchio d’Impresa. Oggi, tale cioccolatino viene prodotto in diverse varianti in tutta la provincia.
Il cioccolatino è tutelato dall' "Associazione per la tutela e la valorizzazione del Cuneese al Rhum", istituita con atto notarile il 18 gennaio 2006. Attualmente il cuneese è uno dei cioccolatini Piemontesi più conosciuti ed è esportato in tutto il mondo. Numerose pasticcerie cittadine da tempo confezionano i «cuneesi» e nel 2019 si è giunti alla sottoscrizione di un protocollo che ha ottenuto la denominazione comunale De.Co.
Il disciplinare detta regole ben precise per la realizzazione del cioccolatino. L’esterno del cuneese deve essere di puro cioccolato extra fondente con un minimo dichiarato del 40% di burro di cacao senza aggiunta di grassi vegetali. Mentre l’interno è costituito da crema pasticcera, meringhe, cioccolato fondente con un minimo dichiarato del 34% di burro di cacao e di Rhum, puro distillato dalla canna da zucchero.
Il cuneese è stato apprezzato da molti personaggi famosi. L'8 maggio 1954 Ernest Hemingway sostò a Cuneo circa un'ora per recarsi nel negozio-bar Arione ed acquistare i Cuneesi al rum per la moglie in vacanza a Nizza.

## Versioni
Nonostante il principale e storico cioccolatino sia il Cuneese al rum, è possibile trovarlo in diverse versioni, con e senza liquori. Esso è, infatti, disponibile anche ai gusti Grand Marnier, nocciola, crema di marroni, limoncello, genepy, gianduia, noce.
Alcune versioni presentano la classica meringa, ma si sono diffuse anche produzioni che l'hanno eliminata per aumentare la vita del prodotto e poterlo anche esportare.

## Abbinamenti consigliati
Il Cuneese al rum si può abbinare con:
- Alta Langa spumante rosato: ha un sentore che ricorda il lievito, la crosta di pane e la vaniglia, di sapore secco, sapido ben strutturato, perciò può esser servito come spumante da dolci e da dessert a tavola, fresco, ad una temperatura di 9-11 °C.
- Monferrato Chiaretto (o Ciaret): vino da dessert.[14]
- Malvasia di Casorzo d'Asti: potrebbe essere bevuto a 12 °C, in abbinamento con biscotti, dolci cremosi e gelati.[15]
- Malvasia di Castelnuovo Don Bosco.[16]